# Michael Westphal
Michael Westphal, född 19 februari 1965 i Hamburg, död 20 juni 1991 av aids, tennisspelare. Främsta merit är finalplats i Davis Cup 1985.